# Emin Mahmudov
Emin Cəbrayıl oğlu Mahmudov (ros. Эмин Джабраил оглы Махмудов; ur. 27 kwietnia 1992 w Saatlı) – azerski piłkarz grający na pozycji środkowego pomocnika. Od 2017 jest zawodnikiem klubu Neftçi PFK.

## Kariera klubowa
Swoją karierę piłkarską Mahmudov rozpoczął w Rosji, w klubie Saturn Ramienskoje. W 2009 roku został zawodnikiem rezerw tego klubu i w sezonie 2009 grał w nich w czwartej lidze rosyjskiej. W 2010 roku awansował do pierwszego zespołu Saturna i 24 kwietnia 2010 zaliczył w nim debiut w Priemjer-Lidze w przegranym 0:1 wyjazdowym meczu z Dinamem Moskwa. W Saturnie grał przez rok.
W styczniu 2011 Mahmudov przeszedł do Spartaka Moskwa. W jego barwach zadebiutował 14 marca 2011 w przegranym 0:4 wyjazdowym meczu z FK Rostów. W sezonie 2011/2012 wywalczył ze Spartakiem wicemistrzostwo Rosji.
W lutym 2012 Mahmudov został wypożyczony ze Spartaka do Tomu Tomsk. Swój debiut w Tomie zaliczył 3 marca 2012 w przegranym 0:1 wyjazdowym spotkaniu z Achmatem Grozny. Zawodnikiem Tomu był przez pół roku.
W lutym 2013 Mahmudov trafił na wypożyczenie do Krylji Sowietow Samara. Zadebiutował w niej 16 lipca 2013 w przegranym 1:2 domowym meczu ze Spartakiem Moskwa. W styczniu 2014 został wykupiony przez Krylję za 250 tysięcy euro. W sezonie 2013/2014 spadł z Krylją do Pierwyj diwizion, a w sezonie 2014/2015 wrócił z nią do Priemjer-Ligi.
W sierpniu 2015 Mahmudov został wypożyczony z Krylji do Mordowii Sarańsk. Swój debiut w niej zanotował 20 września 2015 w przegranym 4:6 domowym meczu z CSKA Moskwa. Na koniec sezonu 2015/2016 spadł z Mordowią do Pierwyj diwizion.
W lipcu 2016 Mahmudov został zawodnikiem Boavisty FC. W Boaviście swój debiut zaliczył 26 listopada 2016 w przegranym 0:1 domowym spotkaniu ze Sportingiem. W Boaviście grał przez rok.
We wrześniu 2017 Mahmudov został piłkarzem azerskiego Neftçi PFK. Zadebiutował w nim 24 września 2017 w przegranym 1:2 wyjazdowym meczu z Qəbələ FK. W sezonach 2018/2019 i 2019/2020 wywalczył z Neftçi dwa wicemistrzostwa Azerbejdżanu, a w sezonie 2020/2021 został z nim mistrzem kraju.
| Sezon   | Klub                     | Kraj        | Rozgrywki        | Mecze | Gole |
| ------- | ------------------------ | ----------- | ---------------- | ----- | ---- |
| 2009    | Master-Saturn Jegorjewsk | Rosja       | Amatorska Liga   | 9     | 0    |
| 2010    | Saturn Ramienskoje       | Rosja       | Priemjer-Liga    | 21    | 1    |
| 2011/12 | Spartak Moskwa           | Rosja       | Priemjer-Liga    | 12    | 0    |
| 2011/12 | Tom Tomsk                | Rosja       | Priemjer-Liga    | 8     | 0    |
| 2012/13 | Spartak Moskwa           | Rosja       | Priemjer-Liga    | 1     | 0    |
| 2012/13 | Krylja Sowietow Samara   | Rosja       | Priemjer-Liga    | 0     | 0    |
| 2013/14 | Krylja Sowietow Samara   | Rosja       | Priemjer-Liga    | 12    | 0    |
| 2014/15 | Krylja Sowietow Samara   | Rosja       | Pierwyj diwizion | 5     | 0    |
| 2015/16 | Krylja Sowietow Samara   | Rosja       | Priemjer-Liga    | 1     | 0    |
| 2015/16 | Mordowija Sarańsk        | Rosja       | Priemjer-Liga    | 18    | 0    |
| 2016/17 | Boavista FC              | Portugalia  | Primeira Liga    | 12    | 1    |
| 2017/18 | Neftçi PFK               | Azerbejdżan | Premyer Liqası   | 22    | 1    |
| 2018/19 | Neftçi PFK               | Azerbejdżan | Premyer Liqası   | 26    | 8    |
| 2019/20 | Neftçi PFK               | Azerbejdżan | Premyer Liqası   | 19    | 3    |
| 2020/21 | Neftçi PFK               | Azerbejdżan | Premyer Liqası   | 23    | 4    |

## Kariera reprezentacyjna
Mahmudov grał w młodzieżowych reprezentacjach Rosji na szczeblach U-18, U-19, U-20 i U-21. W reprezentacji Azerbejdżanu zadebiutował 4 września 2016 w wygranym 1:0 meczu eliminacji do MŚ 2018 z San Marino, rozegranym w Serravalle, gdy w 78. minicue tego meczu zmienił Dimitrija Nazarova.